# 钟屿晨事件
钟屿晨事件，中国大陆网络上在2015年中华人民共和国国庆节假期前后发生的一宗事件。事件起源于台湾的一名女子“钟屿晨”在Facebook上发表“赚爆支那人的钱来为台独努力”等言论，而被艺人黄安在新浪微博上曝光。在黄安前往国务院台湾事务办公室（国台办）实名举报之后，《环球时报》、新浪、腾讯、网易等多家中国大陆主流媒体都进行了报道。

## 事件经过
钟屿晨（本名钟承芳）于2015年9月16日发表状态称刚刚回到台湾，找去厦门“赚爆支那人的钱来为台独努力”的合作伙伴，并称要与她们合作的是厦门市的一家国有企业，还谑称“希望他们不会翻墙看我”。该状态在9月底被转发到天涯社区的台湾版，其后又被转发到新浪微博。台湾出身但事业重心已经转移到中国大陆并在北京定居多年的艺人黄安于9月30日发表了曝光钟屿晨台独言论的微博，并在微博中@了“厦门打黑在线”的官方帐号，下午，厦门打黑在线转发黄安微博并回应称将会密切关注。黄安在接受媒体采访时表明，他最初是通过微博粉丝的私信获得相关消息的，并表明最终希望能够断了台独分子的“银根”。
据黄安称，在10月1日，台湾东森电视台曾托人帶话，要他不要再追究，不要和小女生计较。但黄安认为，钟屿晨在太阳花学运和反顶新运动都表现积极（她亦是「別讓勝文不開心」噴漆事件的主角之一），还被称为“台独女战神”，不是所谓的“小女生”。
10月5日，黄安在微博中解释称他只是“反台独”，不是“反台湾”，他“生为中国人，死为中国人”。10月6日，黄安通过微博称将于8日到10日公布举报结果，随后称台独“只占台湾人很少部分”，并且“希望大家去台湾做客”。10月8日，中华人民共和国国庆假期结束，下午15时许，黄安手持“我是反台独，不是反台湾”的标牌到国务院台湾事务办公室进行实名举报，并发表微博公布，微博中称假如国台办不作为将继续往上报，并且明确提到有天涯网民的参与。黄安在网上公布的举报信中提到，台湾企业“大同生医高科技股份有限公司”的董事长钟秋美是钟屿晨的姑姑。后来，黄安进一步指出，与大同生医有合作的厦门企业是夏商集团，钟屿晨于9月1日入境厦门，9月7日出境，期间给大同生医照顾在厦门中国国际投资贸易洽谈会的摊位。
台企大同生医高科技股份有限公司在其官网上发布公告，称其董事长不是钟屿晨的母亲，各位董事都不曾与钟屿晨见面或相识。但随后被指声明不实。
新浪微博上的话题“#钟屿晨事件#”在七天假期期间阅读量达到了1000多万，而且在假日结束的8日则突破了2000万。微博在該话题的导语中称“以德报怨，何以报德”，還聲稱要“挖出其家族企业及资敌国企”。对于钟屿晨臉書中提到的厦门国企，有网友指称应该是厦门市水务局或夏商集团，但都未曾证实。
对于中華民國内指责黄安“数典忘祖”的言论，他在接受采访时表示他的祖先来自福建泉州，但也表示他的父母都在台湾，他本人是热爱台湾的，只是“反台独”，不是“反台湾”。对于一些台湾网民在网上留言，不让他回台灣、否则让他“好看”，黄安表示打算下次回台湾之前公布航班号，並聲稱“台独”是纸老虎、“不足为惧”。
2015年10月16日，黄安微博发布国台办回复，证实钟屿晨父女9月初在厦门的洽谈活动一切属实，但夏商集团并未考虑与其合作任何项目；同时指出大同生医高科技股份有限公司未在厦门注册，与网传的国企也沒有任何来往。

## 评论
厦门大学台湾研究院教授张文生评论称“台独”青年人格很分裂、做法愚蠢。《环球时报》发表评论支持黄安，评论还主张应给予支持统一的台湾艺人某种优先权，剥夺公开支持台独的漢奸到中國大陆发展、赚钱的机会。
民进党台南市議會議員王定宇称黄安“帮中共修理台湾人，不知感恩生养之地，是个忘本的台奸。”《自由时报》等媒体嘲讽称，黄安当艺人之外，空闲时也负责帮中華人民共和國搜集情报，当起“键盘柯南”来办案。